# 猫のしっぽ カエルの手
『猫のしっぽ カエルの手』（ねこのしっぽ カエルのて）は、2009年4月5日からNHKデジタル衛星ハイビジョンで、2011年4月8日からは新設されたNHK BSプレミアムで金曜日19:30から放送されている紀行番組である（字幕放送）。
海外向けのNHKワールドでもNHKワールドTVとNHKワールド・プレミアムの両波で放送されており、NHKワールドTVでは「At Home with Venetia in Kyoto」のタイトルで英語音声吹き替えおよび英語字幕付きで放送されている。
CS放送はチャンネル銀河で「京都 大原 ベニシアの手づくり暮らし」を放送している。

## 概要
放送当初は「京都 大原 ベニシアの手づくり暮らし」のみの放送で、2011年6月17日からは「トスカーナの山暮らし」と交互で放送されていたが「トスカーナの山暮らし」は半年で終了。「京都 大原 ベニシアの手づくり暮らし」も2013年2月22日を最後に終了した。
2013年4月 - 2023年3月の10年間に渡り、Eテレで再放送が行われた。2016年5月1日・8日に3年ぶりに新作が放送され、この時のみ、タイトルに年号（猫のしっぽ カエルの手 2016）が付いた。その後、2021年まで年4回ほど新作が放送された。

## 放送時間
特に断りが無い場合はEテレにおける放送。時刻は全て日本標準時。

### 地上波における初回放送
- 2013年4月7日 - 2023年3月19日：日曜日 18:00 - 18:29

### 地上波における再放送
- 2013年4月2日 - 2014年4月1日：火曜日 10:25 - 10:54
- 2014年4月8日 - 2015年3月17日：火曜日 12:25 - 12:54
- 2015年4月8日 - 2017年3月15日：水曜日 12:25 - 12:54
- 2017年4月5日 - 2019年4月3日：水曜日 12:25 - 12:54、土曜日 5:30 - 5:59
- 2019年4月6日 - 2021年3月20日：土曜日 5:30 - 5:59
- 2021年4月1日 - 2022年3月19日：木曜日 13:05 - 13:34、土曜日 5:55 - 6:24
- 2022年4月18日 - 2023年3月20日：第3月曜日 13:30 - 13:59
- 2022年4月6日 - 2023年3月8日：水曜日 16:05 - 16:30（総合）[注 1]

### その他
- 金曜日 19:30 - 19:59（NHK BSプレミアム。2011年4月8日 - 2013年2月22日）
- 土曜日 22:15 - 22:45（NHKワールド・プレミアム）
- 火曜日 11:30 - 12:00（NHKワールドTV）[注 2]

- 日曜日 19:30 - 20:00（NHKデジタル衛星ハイビジョン）
- 火曜日 23:45 - 翌日の0:15（NHK衛星第2テレビジョン）

## 放送リスト

### 2009年4月5日 - 2013年2月22日
- Vol.01　春を呼ぶ水仙（初回放送日：2009年4月5日）
- Vol.02　朝市の仲間たち（初回放送日：2009年4月12日）
- Vol.03　春の摘み草（初回放送日：2009年4月19日）
- Vol.04　春を祝う（初回放送日：2009年4月26日）
- Vol.05　陽光に誘われて（初回放送日：2009年5月10日）
- Vol.06　古き良き友（初回放送日：2009年5月17日）
- Vol.07　風薫る庭（初回放送日：2009年5月24日）
- Vol.08　初夏の里歩き（初回放送日：2009年8月23日）
- Vol.09　夏を迎える（初回放送日：2009年6月28日）
- Vol.10　もてなしの心（初回放送日：2009年7月5日）
- Vol.11　雨の日を楽しむ（初回放送日：2009年7月26日）
- Vol.12　夏の大地の贈りもの（初回放送日：2009年8月2日）
- Vol.13　夏の思い出（初回放送日：2009年9月6日）
- Vol.14　過ぎゆく夏（初回放送日：2009年9月13日）
- Vol.15　移りゆく季節（初回放送日：2009年10月4日）
- Vol.16　秋の音楽会（初回放送日：2009年10月11日）
- Vol.17　長く大切に（初回放送日：2009年10月18日）
- Vol.18　やすらぎの秋（初回放送日：2009年10月25日）
- Vol.19　大地の恵み（初回放送日：2009年11月15日）
- Vol.20　古里（ふるさと）のぬくもり（初回放送日：2009年11月22日）
- Vol.21　わびさびの心（初回放送日：2009年11月29日）
- Vol.22　深まる秋（初回放送日：2009年12月6日）
- Vol.23　山がくれた絆（きずな）（初回放送日：2009年12月13日）
- Vol.24　クリスマスがやってくる（初回放送日：2009年12月20日）
- Vol.25　明かりを灯（とも）して（初回放送日：2010年1月10日）
- Vol.26　古いものを美しく（初回放送日：2010年1月17日）
- Vol.27　冬の温（ぬく）もり（初回放送日：2010年2月7日）
- Vol.28　山里に雪　降る（初回放送日：2010年2月14日）
- Vol.29　自然への感謝（初回放送日：2010年3月7日）
- Vol.30　春を待つ（初回放送日：2010年3月14日）
- Vol.31　春の大掃除（初回放送日：2010年4月4日）
- Vol.32　再生のとき（初回放送日：2010年4月11日）
- Vol.33　風のある景色 （初回放送日：2010年5月9日）
- Vol.34　手仕事の暖かさ（初回放送日：2010年5月16日）
- Vol.35　新緑の香り（初回放送日：2010年6月6日）
- Vol.36　夏にそなえて（初回放送日：2010年6月13日）
- Vol.37　バラが咲くとき（初回放送日：2010年6月27日）
- Vol.38　梅雨の過ごし方（初回放送日：2010年7月4日）
- Vol.39　涼を楽しむ（初回放送日：2010年7月25日）
- Vol.40　ハーブという贈りもの（初回放送日：2010年8月15日）
- Vol.41　家族のちから（初回放送日：2010年9月5日）
- Vol.42　季節を染める（初回放送日：2010年9月12日）
- Vol.43　女ともだち（初回放送日：2010年9月19日）
- Vol.44　柿渋の味わい（初回放送日：2010年9月26日）
- Vol.45　秋の川遊び（初回放送日：2010年10月3日）
- Vol.46　道（初回放送日：2010年10月24日）
- Vol.47　木と生きる（初回放送日：2010年11月21日）
- Vol.48　秋の贈りもの （初回放送日：2010年11月28日）
- Vol.49　庭の美しさ（初回放送日：2010年12月5日）
- Vol.50　クリスマスを楽しむ（初回放送日：2010年12月24日）
- Vol.51　新年を迎える（初回放送日：2011年1月9日）
- Vol.52　白い冬（初回放送日：2011年1月30日）
- Vol.53　母と子の絆（初回放送日：2011年2月6日）
- Vol.54　春をおもう（初回放送日：2011年2月27日）
- Vol.55　丹精こめて（初回放送日：2011年3月6日）
- Vol.56　15年目の春（初回放送日：2011年4月8日）
- Vol.57　ふるさとの家族（初回放送日：2011年4月15日）
- Vol.58　歌がつなぐ幸せ（初回放送日：2011年5月6日）
- Vol.59　再生のよろこび（初回放送日：2011年5月13日）
- Vol.60　テーマのある庭（初回放送日：2011年6月10日）
- Vol.61　梅雨の合間に（初回放送日：2011年7月1日）
- Vol.62　長寿の村へ（初回放送日：2011年7月8日）
- Vol.63　初夏の味（初回放送日：2011年7月15日）
- Vol.64　畑の食堂（初回放送日：2011年9月2日）
- Vol.65　植物に恋して（初回放送日：2011年9月9日）
- Vol.66　秋の光（初回放送日：2011年10月7日）
- Vol.67　思い出の地へ～岡山県～（初回放送日：2011年11月11日）
- Vol.68　出会いをつなぐ（初回放送日：2011年11月18日）
- Vol.69　漆の里へ～能登半島～（初回放送日：2011年12月16日）
- Vol.70　寒仕込みの頃（初回放送日：2012年1月13日）
- Vol.71　木のぬくもり～秋田県～（初回放送日：2012年1月20日）
- Vol.72　アンティークのくつろぎ（初回放送日：2012年2月8日）
- Vol.73　しあわせを編む（初回放送日：2012年2月10日）
- Vol.74　祈りの道～熊野古道・高野山～（初回放送日：2012年3月2日）
- Vol.75　春はあけぼの（初回放送日：2012年3月9日）
- Vol.76　芽吹きの季節（初回放送日：2012年4月6日）
- Vol.77　湯けむりの町～大分別府～（初回放送日：2012年4月13日）
- Vol.78　春を描く（初回放送日：2012年5月11日）
- Vol.79　菜種色の旅～岩手県～（初回放送日：2012年5月18日）
- Vol.80　山々をながめて（初回放送日：2012年6月8日）
- Vol.81　お茶のある幸せ（初回放送日：2012年6月15日）
- Vol.82　夏を楽しむ（初回放送日：2012年7月20日）
- Vol.83　北の自然に遊ぶ（初回放送日：2012年7月27日）
- Vol.84　里の夏景色（初回放送日：2012年8月17日）
- Vol.85　和紙の里へ～福井県～（初回放送日：2012年9月14日）
- Vol.86　古都の心を伝える（初回放送日：2012年12月7日）
- Vol.87　土と親しむ～三重県伊賀～（初回放送日：2012年10月12日）
- Vol.88　大切にしたいもの（初回放送日：2012年10月19日）
- Vol.89　風わたる島～新潟県佐渡市～（初回放送日：2012年11月9日）
- Vol.90　カラダにおいしい（初回放送日：2012年11月16日）
- Vol.91　そろそろ冬支度（初回放送日：2012年12月28日）
- Vol.92　名峰のしずく（初回放送日：2013年1月18日）
- Vol.93　心新たに（初回放送日：2013年1月25日）
- Vol.94　雪国のぬくもり～福島県会津地方～（初回放送日：2013年2月1日）
- Vol.95　猫のしっぽカエルの手～感謝の心で～（初回放送日：2013年2月22日）

### 2016年5月1日 - 2019年3月10日
- Vol.96　20年目の春（初回放送日：2016年5月1日）
- Vol.97　琵琶湖の恵み（初回放送日：2016年5月8日）
- Vol.98　夏の訪れ（初回放送日：2016年7月17日）
- Vol.99　北の自然に生きる（初回放送日：2016年7月24日）
- Vol.100　恵みの季節（初回放送日：2016年11月13日）
- Vol.101　丹波・丹後への旅（初回放送日：2016年11月20日）
- Vol.102　受け継がれるもの（初回放送日：2017年2月12日）
- Vol.103　古民家暮らし（初回放送日：2017年2月19日）
- Vol.104　春 始まりの季節（初回放送日：2017年6月4日）
- Vol.105　先人の知恵に学ぶ（初回放送日：2017年6月11日）
- Vol.106　夏の過ごし方（初回放送日：2017年9月3日）
- Vol.107　瀬戸内　島が育む味（初回放送日：2017年9月10日）
- Vol.108　自然にゆだねて（初回放送日：2017年12月3日）
- Vol.109　縁を大切に～島根・出雲地方～（初回放送日：2017年12月10日）
- Vol.110　冬の楽しみ（初回放送日：2018年3月4日）
- Vol.111　古都と向きあう～奈良～（初回放送日：2018年3月11日）
- Vol.112　色おどる季節（初回放送日：2018年6月3日）
- Vol.113　思い出の味～鹿児島～（初回放送日：2018年6月10日）
- Vol.114　草木と暮らす（初回放送日：2018年9月2日）
- Vol.115　南国の味～沖縄～（初回放送日：2018年9月9日）
- Vol.116　実りのとき（初回放送日：2018年12月2日）
- Vol.117　手仕事にふれる～岩手～（初回放送日：2018年12月9日）
- Vol.118　音を楽しむ（初回放送日：2019年3月3日）
- Vol.119　冬のごちそう（初回放送日：2019年3月10日）

### スペシャル
- スペシャル　猫のしっぽ　カエルの手スペシャル～ベニシアの旅　心の庭を求めて～（初回放送日：2010年）
- スペシャル1　2009年 春の記憶～memories of spring～（初回放送日：2010年4月18日）
- スペシャル2　2009年 夏の記憶～memories of summer～（初回放送日：2010年5月25日）
- スペシャル3　2009年 秋の記憶～memories of autumn～（初回放送日：2010年5月23日）
- スペシャル4　2009年 冬の記憶～memories of winter～（初回放送日：2010年6月22日）
- スペシャル5　イギリスへの旅（初回放送日：2011年1月16日）
- スペシャル6　アイルランドへの旅（初回放送日：2011年1月23日）
- スペシャル7　四季のハーブレシピ（初回放送日：2011年2月20日）
- スペシャル8　ベニシアのハーブノート（初回放送日：2011年3月16日）
- スペシャル9　春夏秋冬ベニシアのエッセイ（初回放送日：2011年3月20日）
- スペシャル10　2016春～京都 大原 ベニシアの手づくり暮らし～（初回放送日：2016年5月14日）
- スペシャル11　2016夏～京都 大原 ベニシアの手づくり暮らし～（初回放送日：2016年7月30日）
- スペシャル12　2016秋～京都 大原 ベニシアの手づくり暮らし～（初回放送日：2016年11月5日）
- スペシャル13　2017冬～京都 大原 ベニシアの手づくり暮らし～（初回放送日：2017年2月5日）
- スペシャル14　2017春～京都 大原 ベニシアの手づくり暮らし～（初回放送日：2017年5月27日）
- スペシャル15　2017夏～京都 大原 ベニシアの手づくり暮らし～（初回放送日：2017年8月26日）
- スペシャル16　2017秋～京都 大原 ベニシアの手づくり暮らし～（初回放送日：2017年11月25日）
- スペシャル17　2018冬～京都 大原 ベニシアの手づくり暮らし～（初回放送日：2018年2月24日）
- スペシャル18　2018春～京都 大原 ベニシアの手づくり暮らし～（初回放送日：2018年5月26日）
- スペシャル19　2018夏～京都 大原 ベニシアの手づくり暮らし～（初回放送日：2018年8月25日）
- スペシャル20　2018秋～京都 大原 ベニシアの手づくり暮らし～（初回放送日：2018年11月24日）

京都 大原 ベニシアの手づくり暮らし
イギリス出身のハーブ研究家であるベニシア・スタンリー・スミスが、在住する京都府京都市大原を舞台に、地域の人々の暮らしや風土、そして自らの料理や、ハーブを使っての様々な手づくりを紹介する。
しかし、番組の主な舞台となるベニシアの自宅を訪れる観光客が増加し、ベニシアとその家族、周囲の人々に迷惑がかかるようになり、番組やホームページで訪問を自粛するよう注意を呼びかけるという異例の事態に発展し、番組も2012年後半からアンコール放送の割合が増え、本放送も自宅ではなく地方でのロケ収録が中心となっていった。
2013年2月22日の第95回を最後に終了し、再放送が続いたが、2016年5月1日・8日に3年ぶりの新作(第96・97回)が放送された。
トスカーナの山暮らし
7年前からイタリア・トスカーナで夫と娘と山暮らしをしている奥村千穂が家族とともに自給自足の暮らしに近づいていく物語を紹介する。全10回。

## スタッフ
- ナレーション：山崎樹範
- 音楽：川上ミネ
- 製作：NHK、テレコムスタッフ

## 関連図書
- 『猫のしっぽ カエルの手：ベニシアのエッセイ集 ベニシアの手づくり暮らし』 ベニシア・スタンリー・スミス著 ； 梶山正写真　2編、世界文化社 ‐DVD BOOK（各編、DVD:2枚+エッセイ集1冊）
  - 春・夏編（2010年 4月）ISBN 978-4-418-10002-6
  - 秋・冬編（2010年10月）ISBN 978-4-418-10003-3